# Жуки (телесериал)
«Жуки́» — российский комедийно-приключенческий телесериал производства компании Comedy Club Production. Съёмки сериала проходили в деревне Нижние Подгоричи Перемышльского района Калужской области и окрестностях местного храма Николая Чудотворца.
Премьера состоялась 2 сентября 2019 года на телеканале ТНТ. 25 сентября 2019 года на ТНТ был показан фильм о фильме «Жуки. За кадром». 22 октября 2019 года сериал был официально продлён на второй сезон. 2 июля 2020 года стартовали съёмки второго сезона сериала. Премьерный показ новых серий начался 5 апреля 2021 года.
29 апреля 2021 года на ТНТ состоялась премьера фильма о фильме «Жуки-2. За кадром», в котором креативные продюсеры, сценаристы проекта Максим Пешков и Сергей Нотариус официально объявили о продлении сериала на третий сезон.
Съёмки третьего сезона стартовали 12 июня 2022 года. Премьера сезона состоялась 5 декабря 2022 года в 20:00 на телеканале ТНТ. Новые серии выходили с понедельника по четверг в 20:30. Сезон анонсировался телеканалом ТНТ как финальный. 
В мае 2024 года начались съёмки четвёртого сезона под названием «Новые Жуки». 
Премьера заключительного четвёртого сезона состоялась на телеканале ТНТ 16 декабря 2024 года. Новые серии выходили в эфир с понедельника по четверг в 20:00.
28 февраля 2025 года сериал был официально продлён на полнометражный фильм, премьера которого запланирована в 2026 году.

## Сюжет
Никита, Артемий и Денис, программисты из Москвы, разработали уникальное интернет-приложение для смартфонов «TWIN». Но в последний момент многомиллионная сделка с инвестором срывается, и парней призывают на службу в армию. Они решают выбрать альтернативную службу, для несения которой едут в деревню Жуки Саратовской области, где пытаются довести свой проект до конца. В Жуках ребята не только столкнулись с непривычным для них деревенским бытом, но и создали в сарае серверную с доступом в Интернет — для поддержки их общепланетарного проекта «TWIN».
Параллельно с работой, у каждого из москвичей бурно развивается личная жизнь.

## В ролях
— главная роль
| Актёр                              | Роль |
| ---------------------------------- | --- |
| Вячеслав Чепурченко                | Никита Александрович Давыдов учитель информатики. Бывший жених Анны Громовой, со второго сезона — парень Екатерины Масловой, с 4 сезона её муж и отец их общего ребёнка.           |
| Вадим Дубровин                     | Артемий Шнайдер почтальон, любовник Иры, с 48-й серии — её жених. |
| Павел Комаров                      | Денис (Дэн) Попов помощник ветеринара. Парень Дины, с 40-й серии — её муж. |
| Максим Лагашкин                    | Сергей Сергеевич Маслов участковый (с 1 по 33, и с 41 серии), лейтенант (с 3 по 14 серию — старший лейтенант) полиции. Отец Екатерины Масловой, тесть Никиты и дед их общего сына. |
| Владимир Епифанцев                 | Анатолий (Толян) Герасимов муж Ирины (до 48-й серии), любовник Беллы, с 48-й серии — её жених; друг Маслова.                                                                       |
| Екатерина Стулова                  | Ирина Герасимова продавщица, жена Анатолия (до 48-й серии), любовница Артемия, с 48-й серии — его невеста.                                                                         |
| Виктор Бычков                      | отец Александр, батюшка в деревенской церкви |
| Анатолий Журавлёв                  | Алексей Иванович ветеринар. |
| Игорь Верник                       | Владимир Марченко инвестор, с 44-й серии — встречается с Щукиной. |
| Елизавета Гончаренко (с 8-й серии) | Дина Олеговна Попова доярка. Во втором сезоне — невеста Дениса, с 40-й серии — его жена.                                                                                           |
| Дарья Алыпова (с 20-й серии)       | Екатерина (Катя) Сергеевна Давыдова (в девичестве — Маслова) дочь участкового Маслова. Встречается с Никитой Давыдовым, с 4 сезона его жена и мать их общего ребёнка.              |
| Марьяна Спивак (с 3 сезона)        | Антонина Викторовна Щукина новый участковый/помощник участкового (с 34 по 47 серии) в Жуках, лейтенант полиции, с 44-й серии — встречается с Марченко.                             |
| Карина Мишулина                    | Галина (Галя) Маслова жена участкового Маслова, мать Екатерины Масловой. |
| Юлия Яблонская (1, с 35 серии)     | Белла Александровна Шнайдер мать Артемия; любовница Анатолия, с 48-й серии — его невеста и мать общего ребенка.                                                                    |
| Анастасия Акатова (1 сезон)        | Анна Громова бывшая невеста Никиты, дочь депутата Госдумы. |
| Алёна Ивченко (1 сезон)            | Эвелина Геннадьевна Громова депутат Госдумы, мать Анны. |
| Михаил Парыгин                     | Олег Александрович отец Дины. |
| Анастасия Лапина                   | Тамара Петровна мать Дины. |
| Владимир Устюгов (1-3 сезоны)      | Альберт Александрович (Саныч) директор школы в Жуках. |
| Сергей Фролов (1-3 сезоны)         | Иван Иваныч учитель. |
| Денис Мелешко (1—3 сезоны)         | Женя физрук. |
| Валерий Новиков (1—3 сезоны)       | Виктор Николаевич губернатор Саратовской области. |
| Александр Робак (10 серия)         | Александр вахтовик. |
| Раиса Рязанова (29 серия)          | Раиса Николаевна Герасимова мать Толяна. |
| Артём Волобуев (4 сезон)           | Валентин Михайлович Юдин новый губернатор Саратовской области. |
| Екатерина Шумакова (4 сезон)       | Лиза помощница губернатора. |

## Награды
- 15 марта 2020 года сериал получил в качестве приза «Специальное упоминание жюри», а актёр Максим Лагашкин стал обладателем награды в категории «Лучшая мужская роль второго плана» на III Фестивале многосерийных художественных фильмов «Утро Родины»[15].
- 31 мая 2020 года сериал получил Профессиональный приз Ассоциации продюсеров кино и телевидения в области телевизионного кино в номинации «Лучший комедийный сериал» на VIII Премии АПКиТ[16].

## Список сезонов
| Сезон | Сезон | Серии | Период трансляции    |
| ----- | ----- | ----- | -------------------- |
|       | 1     | 16    | 2 — 24 сентября 2019 |
|       | 2     | 16    | 5 — 28 апреля 2021   |
|       | 3     | 16    | 5 — 28 декабря 2022  |
|       | 4     | 17    | 16 — 26 декабря 2024 |

## Эпизоды

### Сезон 1
| № серии | Описание | Премьера         |
| ------- | --- | ---------------- |
| 1       | Никита, Денис и Артемий должны продать своё приложение «TWIN» на крупном IT-форуме, но, пытаясь подкатить к симпатичной девушке, Дэн химичит в программном коде нейросети, из-за чего презентация проваливается. Инвестор даёт парням шанс всё исправить и обещает 100 000 евро, когда они устранят все баги. Ребята празднуют успешную сделку, но на презентацию заявляются сотрудники военкомата и забирают их. Чтоб парней не раскидали по разным частям, Никита решает организовать их отправку втроём на альтернативную службу. Так герои оказываются в деревне Жуки. | 2 сентября 2019  |
| 2       | Переночевав в стогу сена, парни решают, что им надо возвращаться в деревню и искать компьютеры, ведь их техника сгорела при пожаре. Но Маслов находит парней быстрее, чем они успевают поругаться меж собой, и везёт их в новый дом. Не подозревая, что ребята думают только о том, чтобы поскорее свалить из деревни, Маслов рассказывает, что у них в школе есть интернет, а у сумасшедшего художника, который приехал в Жуки на реабилитацию, имеется ноутбук. | 2 сентября 2019  |
| 3       | Несмотря на то, что парни затянули, инвестор даёт им ещё один шанс. Он просит Дениса ответить на технические вопросы аудиторов, но за Дэном приходит главный ветеринар и забирает его в коровник: ведь Денис на альтернативной службе и должен заниматься своими прямыми обязанностями. В итоге, он вынужден прятать от начальника свой телефон… в корове. | 2 сентября 2019  |
| 4       | Никита решает напрямую подкупить Маслова, чтобы просто числиться на альтернативной службе, а находиться в Москве. Маслов соглашается, вот только Никита ещё не знает об одной особенности организма лейтенанта; в итоге поездка домой под большим вопросом. Толян подозревает Иру, что она ему изменяет, но это не мешает Артемию рискованно заниматься с ней сексом прямо в поле, пока Толян отъезжает на заправку. В это же время Денис заставляет отца Александра ради устойчивого интернет-соединения лезть на колокольню во время грозы…                              | 3 сентября 2019  |
| 5       | Не дождавшись быстрого возвращения Никиты в Москву, в деревню приезжает его невеста Аня — теперь ему придётся заботиться ещё и о своей девушке. Простудившись, Денис пытается раздобыть лекарств у местного фельдшера, но в итоге знакомится с народными средствами лечения — пьянствует и гудит в бане до потери сознания. Артемия за толерантные взгляды и терпимость к меньшинствам скидывают с моста. | 4 сентября 2019  |
| 6       | Медленно, но верно приложение доделывается, остаётся совсем немного. Но, когда инвестор прислал правки по дизайну, Артемий находится в жёсткой депрессии. Денис для вывода Артемия из неё просит помочь, вместо психолога, отца Александра. Аня решает сварить суп, но оказывается на дне колодца, а Никита выбивает у губернатора области компьютеры, — вследствие чего чиновник грозится лично привезти их в Жуки. | 5 сентября 2019  |
| 7       | Дизайн приложения готов, функционал тоже, но на этот раз инвестора не устраивает название; его надо поменять. Придумать его вызывается креативный Артемий, но в итоге, объевшись местных грибов, он едва не отправляется на тот свет. Никита и Аня, чтобы усыпить бдительного Маслова, разыгрывают подготовку к свадьбе, но в итоге вынуждены прятать Аню в погребе. | 9 сентября 2019  |
| 8       | Артемий снова кувыркается с Ирой и в итоге продавщица сельпо решает бросить Толяна и уехать с Артемием в Москву. Никита открывает в школе компьютерный клуб, чтобы заработать деньги на реконструкцию, но в результате школу разносят ещё сильнее. Денис знакомится на ферме с дояркой Диной. | 10 сентября 2019 |
| 9       | Инвестор решает сам приехать в Жуки, чтобы подписать контракт с парнями, — но, в итоге, попадает в медвежий капкан. Никита и Артемий пытаются его спасти, чтобы Маслов ничего не заподозрил. Дина просит Дениса починить сломанный телевизор. Он думает, что она намекает на секс, но в итоге, всё оказывается не так. | 11 сентября 2019 |
| 10      | Инвестор лежит без сознания после попадания в капкан и удара деревом по голове. Парни ухаживают за ним, но внезапно приходит Маслов и просит их быстро съехать, потому что с вахты вернулся реальный хозяин дома. Спрятав инвестора под кровать, они уходят смотреть новый дом. Отец Александр застукал Артемия и Иру в магазине и, кажется, придумал причину, чтобы не венчать Толяна и его раскрепощённую жену. | 12 сентября 2019 |
| 11      | После двух дней без сознания инвестор наконец приходит в себя, но выясняется, что он совсем ничего не помнит и думает, что его похитили. Аню укусила пчела, и она вынуждена уехать лечиться в Москву. Толян решает найти Артемию вторую половинку из местных женщин, вот только Ире эта идея совсем не нравится. | 16 сентября 2019 |
| 12      | Инвестор окончательно пришёл в себя и собирается вернуться в Москву, но узнаёт, что возвращаться ему некуда — в его фонде идут обыски, а сам он находится в розыске. Решая свои проблемы, инвестор попадается на глаза Маслову и вынужден притвориться бомжом. Денис пытается доказать Дине, что он настоящий мужик и может за неё заступиться, но у него это не совсем получается. Ира произнесла во сне имя Артемия и теперь Толян пытается выбить из москвича правду.                                                                                                   | 17 сентября 2019 |
| 13      | Аня и Никита решают пожениться с помощью видеосвязи, вот только интернет в деревне работает с перебоями. Маслов и Артемий пытаются помирить Толика и Иру нестандартным способом — напоить их и уложить в одну кровать. Инвестор решает вернуть потерянный капитал с помощью строительства криптофермы в церкви. | 18 сентября 2019 |
| 14      | После неудавшейся свадьбы Никита решает поехать к Ане в Москву и попросить у неё прощения. Он даже придумал план, чтобы Маслов его отпустил, но идеальных планов не бывает. Артемий видит по телевизору, что за информацию о местонахождении инвестора объявили вознаграждение, и решает воспользоваться такой возможностью, чтобы сбежать из Жуков. У Дениса с Диной намечается первый секс; узнав об этом, ветеринар даёт Денису важный совет, которым он, к сожалению, воспользовался.                                                                                  | 19 сентября 2019 |
| 15      | Инвестор уезжает в Москву сдаваться, оставив Денису компромат на флешке ради своей безопасности. Пока Денис ждёт сигнала от инвестора, флешку случайно съедает лошадь, и теперь её нужно достать любой ценой, ведь от этого зависит судьба инвестора. Толян просит Маслова снова посадить его в тюрьму, чтобы больше не видеть Иру. Маслов не соглашается, и Толян придумывает всё более тяжкие способы, чтобы заставить его это сделать. | 23 сентября 2019 |
| 16      | Перепробовав все доступные способы, Никита, Денис и Артемий решаются на отчаянный шаг — вечером сбежать из Жуков обратно в Москву. Чтобы отвлечь Маслова, Никита угоняет машину со стройматериалами для школы. Артемий пытается попрощаться с Ирой и Толяном, но они думают, что москвич решил покончить жизнь самоубийством. Денис наконец-то лишается девственности с Диной и хочет увезти её вместе с собой в Москву, но у родственников Дины на этот счёт иное мнение.                                                                                                 | 24 сентября 2019 |

### Сезон 2
| № серии | Описание | Премьера       |
| ------- | --- | -------------- |
| 1 (17)  | После неудачной попытки побега Никита, Денис и Артемий продолжают нести альтернативную службу в Жуках. Неожиданно в деревню приезжает инвестор с полной сумкой денег и желанием вложить их в приложение «TWIN», над которым работают парни. Маслову это не нравится, и он решает избавиться от инвестора любым способом, хотя бы и незаконным. | 5 апреля 2021  |
| 2 (18)  | Маслов вводит режим особого контроля и собирается весь день проверять парней на местах работы. Чтобы не попасться Маслову, Денис оставляет вместо себя в поле чучело, а сам идёт разыскивать пропавшую сумку с деньгами. Толян хочет выяснить в подробностях, как Артемий ублажал его жену Иру. А Никита помогает директору школы зарегистрировать аккаунт в соцсети. | 5 апреля 2021  |
| 3 (19)  | Когда Маслов напивается, его просят вернуть деньги инвестора, но в сейфе их не оказывается. Герои узнают, что деньги были перепрятаны в церкви, и решают их забрать. Но участковый тем временем вспоминает, куда он спрятал сумку, и тоже бежит в церковь. Уже на колокольне Маслов пытается отнять сумку у инвестора, и в итоге деньги вываливаются из неё и ветер разносит их по всей деревне. Тем временем Денис и родители Дины выясняют отношения, а Артемий на почте прячет Ирину в посылочный ящик, который Толян увозит в город.                 | 6 апреля 2021  |
| 4 (20)  | В деревню приезжает Катя, дочь участкового Маслова. Девушке придётся сообщить отцу, что её отчислили из школы полиции. Никита пытается помочь ей, для чего разрабатывает очередной нелепый план. В это же время инвестор и отец Александр едут в администрацию района «выбивать» новый трансформатор для запуска криптосерверов. Инвестор в шоке от сельских методов перераспределения лимитированных материальных благ. Ирина пытается написать стихи о том, что её волнует.                                                                            | 7 апреля 2021  |
| 5 (21)  | Инвестор, Толян и отец Александр едут в близлежащую деревню, чтобы украсть столь нужный им трансформатор. Участковый Маслов заставляет Артемия и Никиту ремонтировать крышу его полицейского участка. Катя «западает» на Никиту, что крайне не нравится Маслову. Денис заподозрил, что Дина встречается с одним из работников фермы, и пытается продемонстрировать ей своё неравнодушие. | 8 апреля 2021  |
| 6 (22)  | Парни вместе с инвестором придумывают раскрутку приложения с помощью фигур на полях и попадания в книгу мировых рекордов. Маслов и Катя следят за ними, и со стороны действия парней выглядят очень подозрительно. Денис заказал суши, чтобы помириться с Диной, но оказалось, что ветеринар тоже раньше никогда их не пробовал. | 12 апреля 2021 |
| 7 (23)  | Никита хочет наладить отношения с Масловым и нанимает автослесаря, чтобы тот починил полицейский УАЗик. Слесарь снимает старый тормозной шланг, а новый поставить не успевает. Артемий притворяется сумасшедшим, чтобы Катя не узнала про их отношения с Ирой; для этого ему приходится гулять по деревне в женском платье. А инвестор пошёл работать на ферму вместо Дениса и пытается объяснить Дине и местным дояркам, что такое харассмент. | 13 апреля 2021 |
| 8 (24)  | Приложение парней становится популярным в мире, нагрузка на сервера растёт, и Денис устанавливает специального голосового помощника, который помогает ему справляться с возросшей температурой в серверной. Но Дина думает, что у Дениса появился кто-то другой. Артемий по ошибке доставил посылку не тому адресату и теперь пытается её вернуть, но содержимое посылки настолько понравилось её новому владельцу, что он не хочет с ней расставаться. Катя и Никита пытаются проучить Артемия, чтобы он, встречаясь с Ирой, перестал рисковать жизнью. | 14 апреля 2021 |
| 9 (25)  | После того, как Толян узнал, что Артемий и Ира снова переспали, Маслов запирает его в полицейском участке и собирает всех на совещание. Пока все думают, что делать дальше, Толян сбегает и начинает охотиться за Артемием и Ирой. А ветеринару в кабинет поставили компьютер, и Денис вместо того, чтобы провести ночь с Диной, вынужден постоянно бегать на ферму и объяснять ветеринару, как устроен Интернет. | 15 апреля 2021 |
| 10 (26) | Сервера приложения не выдержали нагрузки и отключились. Чтобы купить новые, Никита и инвестор пытаются любым способом одолжить деньги у местной самогонщицы. Толян переезжает жить к парням вместо Артемия, и Никита поручает Денису избавиться от него. Денис садится пить с Толяном и с каждым новым стаканом всё больше сочувствует ему. А Маслов пригласил на шашлыки своего старого друга, чтобы он помог восстановить Катю в школе полиции. Но Катя готова пойти на всё, чтобы этого не произошло.                                                 | 19 апреля 2021 |
| 11 (27) | Парни установили GPS-маячок на УАЗик Маслова, чтобы всегда знать, где он находится, и спокойно работать над приложением вместо альтернативной службы. Но Маслов узнаёт об этом и решает их проучить. Денис с Диной вместе сели на диету и решили не есть весь день, но больше всех от этого страдает ветеринар. | 20 апреля 2021 |
| 12 (28) | Маслов просит Никиту стать его личным тренером, чтобы подготовиться к очередной переаттестации, но после утомительных тренировок, изнурительной диеты и продолжительных банных процедур Маслов уже сам не рад, что ввязался в эту авантюру. Катя всё это время наблюдает за ними и уже не может скрывать своих чувств к Никите. А у Артемия и Иры проблемы с сексом. Артемий для их решения обращается к психологу, а Ира использует проверенные народные методы и подсыпает ему в борщ деревенскую виагру.                                              | 21 апреля 2021 |
| 13 (29) | Инвестор после огнестрельного ранения лежит в больнице. Маслов думает, что он умер, и Катя с Никитой решают пока не рассказывать ему правду. Маслов прощается с деревней и едет сдаваться в полицию, но по пути встречает «мёртвого» инвестора. К Толяну приезжает его мать, и он просит Артемия хотя бы на день притвориться, что Ира всё ещё живёт с Толяном. Но от собственной матери ничего не скроешь. А Денис никак не может определиться, хочет он жениться на Дине или нет, и на помощь ему приходит ветеринар.                                  | 22 апреля 2021 |
| 14 (30) | Представители американского фонда никак не могут дозвониться до лежащего в больнице инвестора и думают, что он хочет продать приложение конкурентам. Когда инвестор приходит в себя, предложение американцев вырастает в несколько раз. Маслов заявляет Никите, что прерывает его альтернативную службу. Чтобы помешать ему, один из школьных учителей звонит Маслову от имени некоего полковника и резко требует оставить альтернативщика в деревне. А Артемий думает, что Ира беременна.                                                               | 26 апреля 2021 |
| 15 (31) | Маслов решает помириться с инвестором и забирает его из больницы. Инвестор сообщает парням радостную новость — их приложение купил американский фонд, и вечером они должны вылететь в Лос-Анджелес. Тем не менее парни не хотят уезжать, и Никита должен сообщить об этом инвестору. Ира сделала тест на беременность, оказавшийся положительным, но от кого ребёнок, она не знает. Денис с помощью классической музыки хочет увеличить надои молока на ферме.                                                                                           | 27 апреля 2021 |
| 16 (32) | Маслов весь день готовится к празднованию своего дня рождения на поляне. Денис никак не может привыкнуть, что ему теперь нужно называть родителей Дины папой и мамой. Вечером в разгар празднования дня рождения Маслова парни узнают, что инвестор сбежал вместе с их приложением. Вся деревня бросается в погоню. | 28 апреля 2021 |

### Сезон 3
| № серии | Описание | Премьера        |
| ------- | --- | --------------- |
| 1 (33)  | Спустя неделю после дня рождения Маслова в Жуки приезжает следователь из Москвы, расследующий дело инвестора. Денис находит на участке бомбу со времён Великой Отечественной войны и пытается её «нейтрализовать». Артемий и Ирина пытаются убедить Анатолия съехать методом поджога жилья (сарая) Толяна. | 5 декабря 2022  |
| 2 (34)  | В Жуки приезжает новый участковый, которая должна принять дела у отстранённого Маслова, находящегося в глубокой депрессии после инцидента с московским следователем. Тем временем парни организуют присмотр за парализованным инвестором: Денис создаёт электрифицированное инвалидное кресло, Артемий готовит протёртую еду, а Никита осуществляет бережный всесторонний уход. | 5 декабря 2022  |
| 3 (35)  | Никита продолжает ухаживать за парализованным инвестором и одновременно старается не забывать про свою личную жизнь. Тем временем Артемий, Ира и Толян хотят выяснить, кто отец ребёнка, и, с помощью местной знахарки, проводят импровизированный тест на отцовство. | 6 декабря 2022  |
| 4 (36)  | В Жуки приезжает мать Артемия: посмотреть на девочку сына и вручить ей семейную реликвию. Инвестор начинает однословно разговаривать. Маслов пытается (безуспешно) интриговать, но Щукина срывает его замысел. | 7 декабря 2022  |
| 5 (37)  | Маслов продолжает попытки (безуспешные) интриговать, — реализовав план, который он счёл, по пьяни, отличной идеей. У инвестора незначительное улучшение состояния, сопровождающееся хаотичным дёрганьем руки, но из-за этого Никита ссорится с Дэном и, затем, с Катей. Мама Артемия ведёт «двойную игру». | 8 декабря 2022  |
| 6 (38)  | После провала плана Маслова, Щукина неформально назначает его на общественные работы в храме. Никита, для примирения с Катей, пытается устроить для неё романтический полёт на воздушном шаре. Начинает развиваться ещё одна любовная линия сериала. Инвестор -на воздушном шаре- приходит в себя. | 12 декабря 2022 |
| 7 (39)  | Участковая направляет Маслова на исправительные работы в школу, а инвестора — в интернат. Но Сергей решает во что бы то ни стало привести инвестора в чувство, пока его ещё не увезли. Для этого он обращается к народной деревенской «медицине». В итоге, инвестор в очередной раз попадает в больницу, — после очередного наезда на него автомобиля. Его мобильный телефон (со вбитым номером Лос-Анджелесского контакта) подбирает Маслов. Мама Артемия решает уехать, а Толян с Ирой и Артемием пытаются её остановить, — что плохо заканчивается для последнего. Денис приносит на ферму квадрокоптер, с помощью которого Алексей Иванович начинает повышать производительность труда. | 13 декабря 2022 |
| 8 (40)  | Денис и Дина вместе с родителями собираются ехать в ЗАГС, чтобы расписаться, но фамильное кольцо из рук Дениса проглатывает курица. Чтобы не расстраивать Маслова, Катя с Никитой весь день притворяются, что они до сих пор вместе. Маслов случайно угадывает пароль: «жуки». | 14 декабря 2022 |
| 9 (41)  | Маслов наконец-то возвращает себе должность, но от новой участковой так просто не избавиться. Никита с Денисом планировали восстановить приложение, но новые коллеги Дениса с фермы настойчиво хотят отметить его женитьбу. Артемий пробует новые способы, как разрушить отношения его мамы и Анатолия, — но все его попытки только выставляют в неприглядном свете Иру. Инвестор, после отказа американцев от работы с ним, находит себе пристанище у Щукиной. | 15 декабря 2022 |
| 10 (42) | Инвестор подвизается у американцев на уничтожение конкурентного продукта ребят, — но узнаёт, что даже взрыв их «серверной в сарае» уже ничего не изменит: всё сохранено и забэкаплено. После чего получает очередную травму. Щукина жёстко пресекает попытки Маслова начать доминировать, выставив его в максимально смешном свете. Никита не может определиться, как он относится к Кате. | 19 декабря 2022 |
| 11 (43) | Маслов решает найти новой участковой «мужика» и, таким образом, отвлечь её от работы. Выбор падает на Алексея Иваныча. А Денис с Никитой всю серию пытаются поймать мышь, которая погрызла множество кабелей в серверной. Катя старается выяснить, как Никита к ней относится. | 20 декабря 2022 |
| 12 (44) | Маслов пытается помириться с женой, и сперва всё идёт весьма неплохо… Инвестор пробует уничтожить проект ребят посредством внедрения вируса, вследствие чего оказывается на принудительной нотации в храме. Дэн подтолкнул Никиту (тоже программным способом) к примирению с Катей. Артемий и Толян оказываются в КПЗ вместе с их пассиями. Инвестор и Щукина начинают встречаться. | 21 декабря 2022 |
| 13 (45) | Никита готовится к презентации приложения для крупной московской компании и ещё не знает, что инвестор уже заразил все сервера вирусом. Белла сообщает Толяну, что она беременна, но просит ни в коем случае не рассказывать об этом Артемию. Но оказывается, что скрывать такую радость совсем не просто. Маслов весь день расследует пропажу поросёнка местной жительницы, подозревая в этом Щукину. | 22 декабря 2022 |
| 14 (46) | Маслов с помощью застолья, бани и женщин обрабатывает областных полицейских, чтобы они оставили его единственным участковым в деревне. Никита подозревает инвестора в том, что он испортил приложение, которое было удалено со всех интернет-платформ. Щукина написала рапорт на увольнение. | 26 декабря 2022 |
| 15 (47) | В Жуках зарядили дожди. Инвестор пытается уехать из деревни, чтобы успеть на самолёт в Лос-Анджелес, но дороги размыло, и в пути у него происходит переоценка собственных ценностей. Губернатор едет с неожиданной проверкой в свежеотремонтированную школу, которая сгорела аккурат к его приезду. | 27 декабря 2022 |
| 16 (48) | Толик предлагает Артемию сделать предложения своим женщинам, только Артемий пока не готов. Инвестор не знает, как признаться парням, что это он уничтожил их приложение, но на помощь ему приходит отец Александр. Вся деревня собирается на поляне, чтобы отпраздновать свадьбу Дениса и Дины. Никита с Катей уезжают в Москву; вся деревня их провожает. | 28 декабря 2022 |

### Сезон 4
| № серии     | Описание | Премьера        |
| ----------- | --- | --------------- |
| 1—2 (49—50) | Спустя полтора года после отъезда Никиты с Катей в Москву Маслову сообщают из военкомата о демобилизации Никиты, Артемия и Дениса. Маслов требует, чтобы Никита приехал в Жуки, тот соглашается, однако по приезде не рассказывает, что Катя беременна. Новый губернатор Юдин загорелся идеей снести село и построить на этом месте наукоград под названием «Новые Жуки». | 16 декабря 2024 |
| 3 (51)      | Маслов и компания решают скомпрометировать нового губернатора, чтоб ударить по его авторитету и затормозить строительство Новых Жуков. Но снять пикантное видео весьма опасное предприятие. Артемий, узнав о том, что отцом ребенка является Толик, а Ира его жестоко обманула, всеми способами пытается уехать из Жуков. Но и это не самая простая задача, особенно когда твой паспорт сожгли. | 17 декабря 2024 |
| 4 (52)      | После неудачной попытки уехать из Жуков, Артемий просыпается в одной кровати с помощницей Юдина, которая к тому же оказывается без нижнего белья. Об этом узнаёт Ира. И без того трещащие по швам отношения, оказываются под угрозой. Маслов с парнями продолжают попытки повлиять на решение губернатора остановить стройку «Новых Жуков» и примеряют на себя роль телефонных пранкеров, но им мешает взрыв самогонного аппарата, который устроил Владимир, превратившийся за полтора года в деревенского пьяницу.                                                                                     | 17 декабря 2024 |
| 5 (53)      | Находясь в полном отчаянье, Маслов решается украсть телефон губернатора, в надежде добыть какие-либо скандальные подробности о личной жизни чиновника, чтоб в дальнейшем использовать их для шантажа. Но Юдин не так прост и разворачивает аферу Маслова в свою пользу. Катя, истосковавшись по Никите, который опять застрял в Жуках, приезжает на один день, тайком от Маслова, который не знает, что его дочь находится на девятом месяце беременности, но уже вечером её отец станет дедом. | 18 декабря 2024 |
| 6 (54)      | Губернатор приглашает полпреда округа на торжественное открытие первого строительного камня наукограда «Новые Жуки». Маслов с ребятами решают, что это отличный шанс добраться до чиновника выше рангом, чтоб заявить о своём несогласии с проектом. Вот только Юдин насильно вывозит инициативную группу далеко в поле, тогда герои решают, что одному из них надо облачиться в робота и подобраться к полпреду. Артемий испытывает угрызения совести за свою измену и хочет вернуть обратно Иру, но проблема в том, что она уже в курсе того, что натворил Артемий.                                   | 18 декабря 2024 |
| 7 (55)      | Маслов вызывает на кулачный бой губернатора, который, на удивление, с лёгкостью соглашается. Они решают силой определить: быть проекту «Новые Жуки» или нет. Катя, уставшая от постоянного надзора и воспитания отца, решает уехать обратно в Москву, разорвав все отношения с Масловым. Но так ли просто стереть и забыть всё, что дали тебе Жуки. | 19 декабря 2024 |
| 8 (56)      | Губернатор привозит в деревню строительную технику, чтоб начать снос Жуков. Отец Александр подкидывает Маслову идею как следует напугать строителей и таким образом выиграть время. Всей деревней герои решают устроить ночью настоящий хоррор. | 19 декабря 2024 |
| 9 (57)      | Дома в Жуках сносят один за одним, и Маслов решает начать партизанскую деятельность. Инсценирует перед губернатором свой отъезд и задумывает подорвать дорогостоящий бульдозер. Ира, оскорблённая и обиженная изменой Артемия, решает во что бы то ни стало отомстить ему и подбирает себе кандидата для адюльтера. | 23 декабря 2024 |
| 10 (58)     | Маслов, Никита и отец Александр думают, что делать с похищенным Юдиным и его помощниками. Положение осложняется тем, что вечером Юдин должен выступать онлайн на важном правительственном совещании. Толик пытается помешать Ире и Артемию развестись. Антонина устраивает Владимира на ферму, чтобы отвлечь его от мыслей об алкоголе. | 23 декабря 2024 |
| 11 (59)     | Маслов и Никита наконец-то придумали, как решить вопрос с похищенным губернатором, но тот неожиданно сбегает. Денис пытается вывести Артемия из депрессии и предлагает ему поплавать на надувных досках по озеру. А Владимир рассказывает Ире выдуманные подробности личной жизни с Антониной, только ради того, чтобы она дала ему выпить. | 23 декабря 2024 |
| 12 (60)     | Маслов вместе со всей деревней ищут в лесу сбежавшего Юдина. Во время поисков Артемий и Ира выясняют отношения, а Владимир пытается помириться с Антониной. | 24 декабря 2024 |
| 13 (61)     | После падения с дерева, Маслов и Юдин лежат в больнице. Пока областные следователи восстанавливают картину событий, Никита пытается незаметно вывести Маслова из больницы. А Ира читает книги, чтобы отвлечься от отсутствия Артемия в её жизни. | 24 декабря 2024 |
| 14 (62)     | Губернатора в больнице навещают его дети, с которыми Маслов легко находит общий язык, что очень сильно раздражает Юдина. Денис и Дина организуют прощальную вечеринку на ферме по случаю своего увольнения, но Алексей Иваныч может всё испортить своими обидными частушками. Если только у него случайно не пропадёт любимый баян. | 25 декабря 2024 |
| 15 (63)     | Неделю спустя Маслов возвращается в деревню из больницы. Он просит Юдина дать им спокойно провести последний вечер в Жуках, а взамен обещает не препятствовать стройке. Договор нарушает успокоительное, которое Маслову назначил врач и битва за деревню продолжается с новой силой. Дина не знает, как рассказать Денису, что у них ожидается пополнение. Ей на помощь приходит опытная Катя. Артемий решает снова сделать Ире предложение. На этот раз по своей собственной инициативе. В это время Антонина с отцом Александром придумывают для Владимира испытания, чтобы тот передумал венчаться. | 25 декабря 2024 |
| 16 (64)     | Маслов вместе со всеми мужиками деревни держит оборону перед губернатором на баррикадах. Всех женщин вывезли в безопасное место и оставили Артемия их охранять, вот только они не очень довольны своим командиром. Деревня во главе с Масловым стояла до последнего под натиском противника, пока Катя не начала рожать. | 26 декабря 2024 |
| 17 (65)     | Маслова судят за самоуправство в деревне. Никита нанял ему лучшего адвоката из Москвы, а вся деревня поддерживает его в зале суда. Защита идёт по плану, пока на заседании не выступает сам губернатор. Кажется, что Маслову и Жукам настал конец, но в дело вмешивается деревенский аист. | 26 декабря 2024 |

## Саундтрек
- «Твои глаза» — LOBODA.
- «Есть как есть» — Вадяра Блюз (участник объединения «Gazgolder»).
- «Мальчик Party» — Grivina.
- «Привыкаю» — Ольга Бузова.
- «Океан» — Мари Краймбрери.
- «Этот мир» — Алла Пугачёва-
- «Всё пройдёт» — Михаил Боярский.
- «Дыши» — Анет Сай и AMCHI.
- «American Boy» — Комбинация.
- «Я так люблю лето» — Зоя Ященко.
- «Про белые розы» — Дима Билан.
- «Расстроен» — Вадяра Блюз, Нигатив.
- «Неудачник» — Ноггано.
- «Всё для тебя» — Стас Михайлов.
- «Комета» — Jony.

## Рецензии
- Рецензия на сериал «Жуки»: Страх и отвращение в российской глубинке // Film.ru, 10 сентября 2019
- Дауншифтинг поневоле: почему новый сериал «Жуки» придётся по вкусу аудитории телеканала ТНТ // Tricolor TV Magazine, 5 сентября 2019
- «Сядь. Некуда тут идти»: рецензия на сериал «Жуки» // Газета.Ru, 2 сентября 2019
- Рецензия на сериал «Жуки»: как авторам «Интернов» снова удалось создать комедийный хит // Вокруг ТВ, 30 августа 2019